# Fire Emblem: Radiant Dawn
Fire Emblem: Radiant Dawn (ファイアーエムブレム　暁の女神, Faiā Emuburemu: Akatsuki no Megami, lit. Emblema de foc: La Deessa de l'alba) és el desè joc de la saga Fire Emblem, desenvolupat per Intelligent Systems i publicat per Nintendo originalment en 2007 per a la consola Wii. És el primer joc de la saga per a aquesta plataforma, a més de ser una seqüela de l'anterior Fire Emblem: Path of Radiance de Nintendo GameCube, amb el mateix estil d'escenes FMV en cel shading i idèntica jugabilitat.

## Sistema de joc
En Radiant Dawn es pot observar el mateix sistema de joc que en Fire Emblem: Path of Radiance, amb alguns menuts canvis.
El joc en total compte amb 45 capítols, comparat amb Path of Radiance (30 capítols, pròleg inclòs), que es divideixen en quatre parts. Cada capítol té a un personatge «capdavanter», comparable als personatges amb categoria Lord en jocs anteriors. Per exemple, el líder de la primera part és Micaiah, i Ike és el líder en la 3.En la 4 hi ha tres líders, Micaiah, Ike i Tibarn. En la 2 són 4: Elincia, Nephenee, Lucia i Geoffrey.
El nombre de personatges seleccionables són en total 72, amb 42 regressant del jugue Path of Radiance i 30 nous addicionals. Si una targeta de memòria de GameCube amb un arxiu finalitzat de Path of Radiance salvat està inserida en la Wii, les dades poden ser transferits a la nova partida. Els personatges que han estat prop dels seus màxims estatus tindran menys bonus d'estadística addicional en Akatsuki no Megami, al contrari d'altres personatges, com Calill i Sothe, rebran més bonificació. El rang de les armes dels personatges també serà transferits, només si aquests són superats per les dades en Akatsuki no Megami. El joc també introdueix el rang SS en les armes, més alt que S en jocs anteriors. Les monedes recol·lectades en Path of Radiance apareixeran en la caravana d'Ike durant la tercera part.
FE:RD inclou dos tipus de Suports: els «Buddy» i els «Bond». Els «Buddy» (simplement dits «Suports» en els jocs anteriors) incrementen els atacs dels personatges depenent de l'afinitat d'ambdós. Els personatges només poden tenir un «Buddy», i alguns suportes «Buddy» poden esborrar-se. Els personatges amb suporte «Buddy» només tindran una curta conversa a l'inici de cada batalla. Els cridats suportes «Bond», que també apareixen en Path of Radiance, són entre dos personatges i sempre estaran presents. Aquests donen bonus crítics i d'atac. Els suports de nivell «A» que són transferits des de Path of Radiance es tornen «Bond» en Akatsuki no Megami, i les converses de suport revelades poden llegir-se en el directori quan al joc és acabat.
Els personatges Beorc (humà) poden ser augmentats en dues disciplines, resultant aquests tres nivells/classes. La majoria del primer i el segon són clixés de Fire Emblem, com ho són els Mirmidones i Espadatxins respectivament. La tercera classe són els més forts de totes les classes; el personatge que ha arribat al tercer nivell automàticament aprendrà l'habilitat oculta, que és l'última tècnica de lluita apresa. Per a promoure als personatges de les primeres i segones classes, es pot augmentar el seu nivell fins al 20 i després pujar un més o bé pots usar un segell mestre o una gran corona, utilitzables a partir del nivell 10. Els personatges principals seran promoguts conforme avança la història.
Els Laguz de Path of Radiance també regressen. Arriben a el seu màxim potencial quan es transformen en animals, però ara poden barallar àdhuc sense transformar-se, encara que són atacs febles en aqueix estat. Els Laguz no poden ser promoguts, però en canvi d'això poden arribar al nivell 40 (en lloc 20). Ells poden aprendre l'habilitat oculta amb un «Enlighten scroll».
El joc presenta noves classes de poders, Màgia Negra, una nova arma, «Strike» (atac laguz en forma humana), entre altres nous atacs i habilitats. Ganivets, que eren una habilitat especial en Path of Radiance, ara tenen nous rangs. Amb el retorn de la màgia negra, la segona trinitat de màgia dels jocs de Fire Emblem para Game Boy Advance ha estat agregada, la qual consisteix que la màgia obscura derrota a la màgia ànima (vent, tro i foc), ànima venç a la llum, i la llum venç l'obscuritat. Els Laguz sol poden usar una arma «Strike», però poden augmentar el seu grau a SS. Les habilitats especials poden ser llevades o transferides a llibres (solament existeixen unes quantes excepcions). Les capacitats per a les habilitats dels Beorc han estat canviades gràcies al sistema de tres «promocions», i els Laguz canvien la seua capacitat depenent del seu nivell, alguns poden arribar a el màxim de capacitat de 100.